# Dörfling (Bernhardswald)
Dörfling ist ein Ortsteil der Gemeinde Bernhardswald im Oberpfälzer Landkreis Regensburg, Bayern.

## Geografische Lage
Dörfling liegt in der Region Regensburg etwa 4 Kilometer östlich von Bernhardswald und ungefähr einen Kilometer nördlich der Staatsstraße 2145.

## Geschichte
Der Name Dörfling kommt von dorfelin, das ist kleines Dorf. Dörfling gehört also nicht in die Gruppe der ing-Orte.
1365 wurde Dörfling erstmals schriftlich erwähnt als Zubehör zu Lichtenwald.
Lienhard Wagner kaufte 1509 zu dem Gut Dörfling die Huncswiese hinzu, Siegler des Kaufvertrages war Michael Zenger zu Lichtenwald.
1582 wurden in Dörfling zwei Anwesen aufgeführt und 1610 zwei Sölden.
1694 wurde nur noch ein Hof erwähnt, der vermutlich durch die Zusammenlegung der beiden Anwesen entstanden war.
Zum Stichtag 23. März 1913 (Osterfest) gehörte Dörfling zur Pfarrei Altenthann mit einem Haus und 9 Einwohnern.
Am 31. Dezember 1990 hatte Dörfling 2 katholische Einwohner und gehörte zur Pfarrei Altenthann.